# Quadra de grama

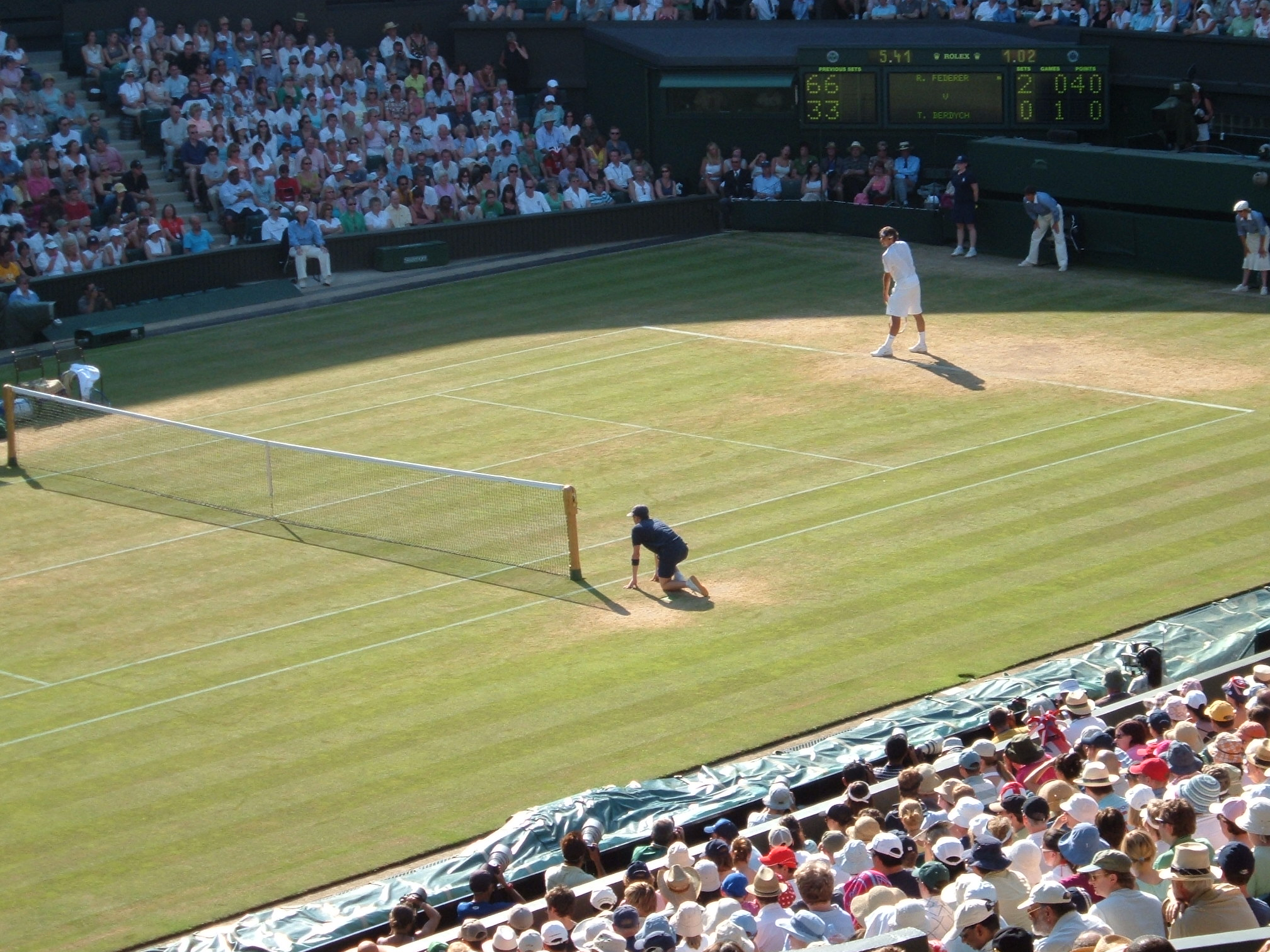
Roger Federer jogando na grama no Court Central no Campeonato de Wimbledon de 2006

Uma quadra de grama é um dos quatro tipos diferentes de quadra de tênis em que o esporte de tênis, originalmente conhecido como "tênis de grama", é jogado. As quadras de grama são feitas de gramíneas em diferentes composições dependendo do torneio.
Embora as quadras de grama sejam mais tradicionais do que os outros tipos de quadras de tênis, os custos de manutenção das quadras de grama são mais altos do que os das quadras duras e quadras de saibro. As quadras de grama (na ausência de capas adequadas) devem ser deixadas para o dia se a chuva aparecer, pois a grama fica muito escorregadia quando molhada.
As quadras de grama são mais comuns na Grã-Bretanha, embora o nordeste dos Estados Unidos também tenha algumas quadras de grama privativas.

## Estilo de jogo
Como as quadras de grama tendem a ser escorregadias, a bola freqüentemente derrapa e salta baixo, mantendo a maior parte de sua velocidade, raramente subindo acima da altura do joelho. Além disso, muitas vezes há saltos ruins. Como resultado, os jogadores devem alcançar a bola mais rapidamente em relação a outras superfícies, e os comícios provavelmente serão comparativamente breves; portanto, velocidade e potência são recompensados na grama. Na grama, o saque e o retorno desempenham um papel importante na determinação do resultado do ponto, aumentando a importância de servir com eficácia e mantendo o foco em trocas que podem ser fortemente influenciadas por lapsos de concentração. Uma quadra de grama favorece um estilo de jogo de saque e vôlei.

## Jogadores

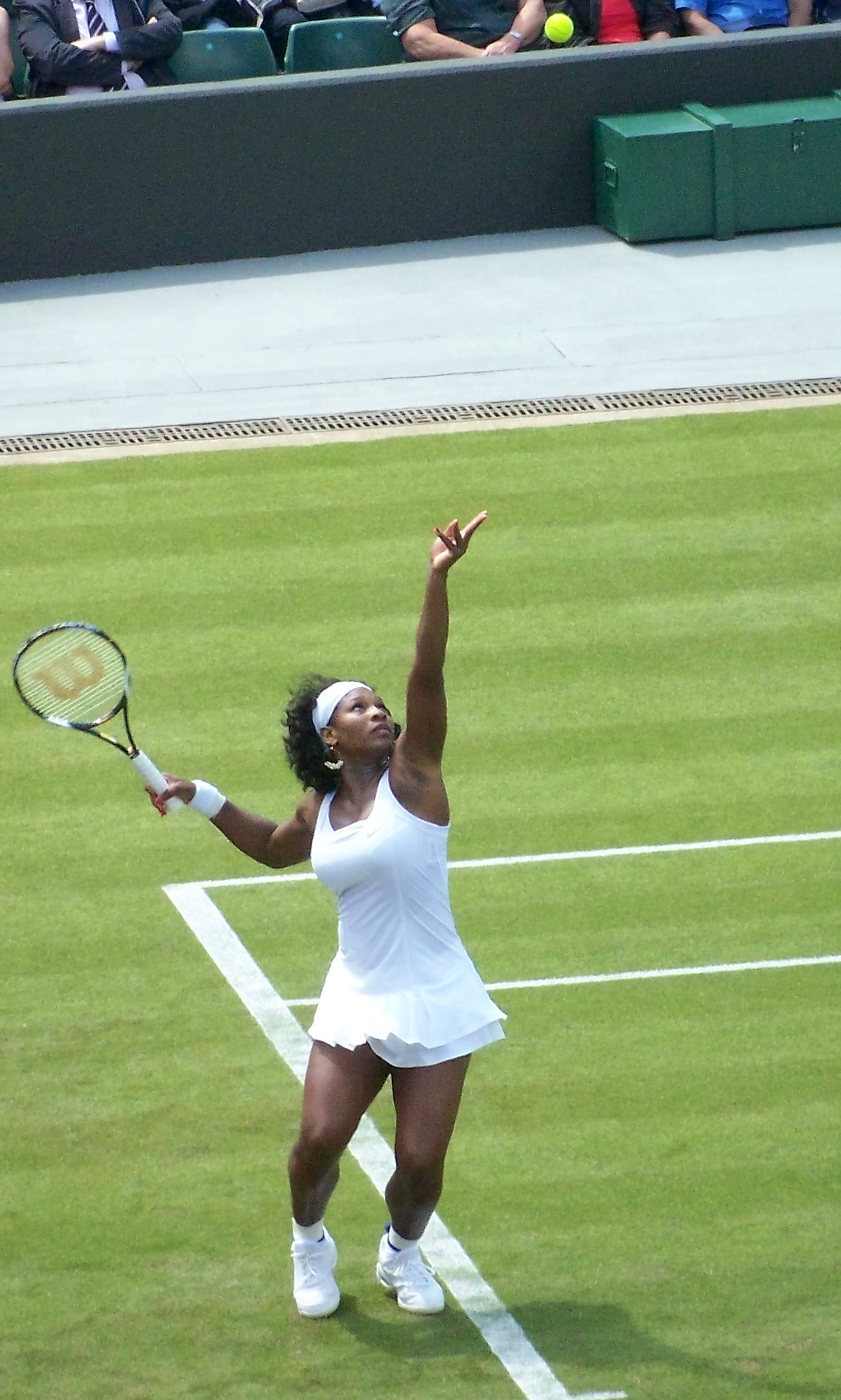
Serena Williams servindo no Campeonato de Wimbledon de 2008.

Entre os jogadores mais bem sucedidos na grama na Era Aberta estão Rod Laver, Pete Sampras, Steffi Graf, Martina Navratilova, John Newcombe, Björn Borg, Margaret Court, Evonne Goolagong Cawley, Roger Federer, Novak Djokovic, Venus Williams, Serena Williams, Billie Jean King e Chris Evert. Todos ganharam pelo menos cinco títulos de Grand Slam na grama; Navratilova ganhou doze, Federer e Court venceram oito, enquanto King, Sampras, Graf e Serena Williams ganharam sete e Djokovic seis. Outros jogadores que foram relativamente bem sucedidos na grama durante a era Open são Arthur Ashe, Ken Rosewall, Boris Becker, John McEnroe, Stefan Edberg, Virginia Wade, Rafael Nadal, Petra Kvitová e Andy Murray.
Sampras é elogiado por muitos analistas de tênis como um dos maiores jogadores de quadra de grama de todos os tempos. Ele ganhou sete títulos de singles de Wimbledon em oito anos, de 1993 a 2000, com sua única derrota nesse período nas quartas de 1996. Roger Federer é estatisticamente o mais bem sucedido jogador de grama masculino da Era Aberta; ele ganhou um recorde da Era Aberta de 18 títulos de quadras de grama, incluindo um recorde de 9 títulos de Halle Open, um recorde de 8 títulos de singles em Wimbledon Gentleman, e um título do Stuttgart Open. Federer tem a mais longa sequência de vitórias em quadras de grama na Era Aberta, vencendo 65 partidas consecutivas em grama de 2003 a 2008, onde foi derrotado por Rafael Nadal na final de Wimbledon em 2008.
As jogadoras de grama mais bem sucedidas atualmente em campo são Serena Williams e sua irmã Venus Williams, com sete e cinco títulos de Wimbledon, respectivamente. Vênus ganhou cinco de suas nove finais nas finais de Wimbledon (perdendo três para sua irmã Serena) e conquistando cinco títulos nas duplas femininas com sua irmã.

## Torneios profissionais jogados na grama
A temporada de quadras de grama profissional é comparativamente curta. Até 2014, consistia apenas em Wimbledon, duas semanas de torneios na Grã-Bretanha e na Europa continental que o antecederam, e o Hall of Fame Tennis Championships em Newport, Rhode Island, Estados Unidos, na semana seguinte. Em 2015, foi prorrogado, com uma semana extra entre o Aberto da França e Wimbledon. No ATP Tour, o Stuttgart Open se tornou um torneio de quadra de grama naquele ano. Em 2017, um novo torneio ATP 250 em Antalya, na Turquia, seria jogado uma semana antes de Wimbledon. No WTA Tour Mallorca, Espanha, começou a ser sediado um torneio de quadra de grama a partir de 2016.